# Kofi Abrefa Busia
Kofi Abrefa Busia (Wenchi, Brong-Ahafo, 11 de julio de 1913 - Oxford, Inglaterra, 28 de agosto de 1978) fue un académico, político y estadista ghanés que ejerció como primer ministro de la República de Ghana entre 1969 y 1972. Fundador del Partido del Progreso, Busia ganó las elecciones generales de 1969, devolviendo el país a un gobierno civil luego de tres años de dictadura militar que siguieron al derrocamiento del presidente Kwame Nkrumah, y convirtiéndose en el primer jefe de gobierno ghanés democráticamente electo después de la independencia.

## Biografía
Nacido en el distrito de Wenchi como príncipe del antiguo reino africano homónimo, en la colonia británica de Costa de Oro, Busia se graduó con honores tanto en la Universidad de Londres y como en el University College, Oxford. Posteriormente retornó a Ghana y fue elegido por la Confederación de Ashanti para el Consejo Legislativo. Se convirtió en dirigente del Partido Unido, principal fuerza de la oposición al gobierno de Kwame Nkrumah, del Partido de la Convención Popular. Busia huyó del país poco después de la independencia, en 1957, alegando que su vida corría peligro, y ejerció como educador en Europa, con una carrera académica destacada. Tras el golpe de Estado de 1966, que derrocó al régimen de Nkrumah, Busia retornó a Ghana y fundó el Partido del Progreso. El país se transformó en una república parlamentaria y se realizaron elecciones generales, logrando el PP mayoría absoluta y siendo Busia juramentado como primer ministro y jefe de gobierno el 1 de octubre de 1969.
Busia asumió el gobierno con una amplia aprobación pública, que se vio reforzada por la expulsión del país de un gran número de no ciudadanos, en su mayoría inmigrantes árabes, nigerianos y asiáticos, y una medida complementaria para limitar la participación extranjera en pequeñas empresas, lo que le granjeó apoyos de los sectores que consideraban que la presencia de estos grupos debilitaba las posibilidades de empleo de los ghaneses nativos. Sin embargo, las políticas económicas de corte conservador que implementó posteriormente diluyeron este apoyo. Busia introdujo un sistema de préstamos para estudiantes universitarios, poniendo fin a la educación gratuita vigente hasta entonces, y realizó una dura devaluación del cedi ghanés y fomentó la inversión extranjera directa en el sector industrial, medidas que fueron criticadas como agresivas para la soberanía económica de Ghana. Heredando una deuda externa de $580 millones, equivalente a un 25% del PBI del país, para finales del gobierno de Busia estos 580 millones se habían inflado en $72 millones en deuda acumulada y $296 millones en créditos comerciales de corto plazo. Dentro del país, una deuda interna aún mayor alimentó la inflación. Busia respondió a la crisis económica con duras medidas de austeridad recomendadas por el Fondo Monetario Internacional, las cuales alienaron a influyentes agricultores y le restaron el apoyo clave del ejército ghanés. El 13 de enero de 1972, a solo veintisiete meses de haber asumido, el gobierno fue derrocado por un nuevo golpe de Estado, que forzó al primer ministro a exiliarse del país. Busia permaneció en Inglaterra y regresó a la Universidad de Oxford, donde murió de un infarto en agosto de 1978.
El legado político de Busia en Ghana es amplio y controvertido. Su nombre está fuertemente asociado con la derecha política, junto con Joseph Danquah y Simon Diedong Dombo. El contemporáneo Nuevo Partido Patriótico, principal fuerza de centroderecha de Ghana, considera a Busia como uno de sus principales referentes.